# Jessye Norman
Jessye Mae Norman (Augusta, Geórgia, 15 de setembro de 1945 — Nova Iorque, 30 de setembro de 2019) foi uma soprano estado-unidense, ganhadora quatro vezes do Grammy. Esteve associada particularmente aos papéis das óperas de Verdi e Beethoven.

## Biografia
Foi uma das cinco crianças em uma família de músicos amadores: sua mãe e seu avô materno foram pianistas, seu pai um cantor em um coral local. A sua mãe insistiu para que ela começasse a estudar piano desde pequena. Norman mostrou seu talento vocal ainda criança, cantando música religiosa na Igreja Batista que frequentava. 
Aos nove anos de idade, escutou pela primeira vez uma ópera e imediatamente se tornou uma fã do gênero. Começou a ouvir gravações de Marian Anderson e Leontyne Price, figuras que foram sua inspiração. 
Aos 16 anos de idade participou da Competição Vocal Marian Anders, em Filadélfia, mas não conseguiu ganhar. No entanto, foi-lhe oferecida uma bolsa de estudos na Universidade de Howard, em Washington. Enquanto estudava, ela também cantou em corais universitários e como solista profissional na Igreja Templo Unido em Lincoln. Uma de suas professoras na época foi Carolyn Grant. 
Em 1966, venceu a competição da Sociedade Nacional das Artes e Letras. Depois de se formar em 1967, começou a se aprimorar no Conservatório Peabody em Baltimore e depois na Universidade de Michigan, onde recebeu o título de Mestra em 1968. Durante esse período, Norman estudou canto com Elizabeth Mannion e Pierre Bernac.
Depois de se graduar, Norman, como muitos músicos jovens de sua época, mudou-se para a Europa para estabelecer sua carreira. Em 1969, venceu a Competição Internacional de Música ARD em Munique e, por causa disso, assinou um contrato de três anos com a Ópera Alemã de Berlim, onde estreou no mesmo ano como Elisabeth em Tannhäuser, de Richard Wagner. Críticos descreveram Norman como "a melhor voz desde a soprano alemã Lotte Lehmann". Nos anos seguintes, apresentou-se com várias companhias de ópera italianas e alemãs. Em 1970, fez sua estreia na Itália com a obra Deborah de Handel. Em 1971, apresentou-se pela primeira vez no Maggio Musicale de Florença como Sélica de L'Africaine de Meyerbeer. No mesmo ano, fez o papel da Condessa Almaviva em Le Nozze de Figaro de Mozart no Festival de Berlim e posteriormente gravou a obra com a Orquestra BBC, sob a regência de Colin Davis. 
Em 1972, Norman estreou no La Scala, onde cantou Aida de Giuseppe Verdi, e no Royal Opera House, Covent Garden, onde cantou o papel de Cassandra, de Les Troyens, de Hector Berlioz. Norman apareceu ainda como Aida em uma versão para concerto no Hollywood Bowl.  No ano de 1993, em Nova Iorque ela apresentou o recital chamado "Great Performers", no Lincoln Center.
Em 1975, Norman mudou-se para Londres, onde fez óperas nos cinco anos seguintes. Depois disso,  retornou para a América do Norte em 1976 e 1977 para fazer extensas turnês de recitais. Foi somente depois de se fixar na Europa que ela se apresentou nas maiores casas de óperas e festivais, incluindo o Festival de Edimburgo, o Festival de Salzburgo, o Festival de Aix-en-Provence, a Ópera de Stuttgart, entre outros. Nos anos 1970, viajou pela Europa em turnê com obras de Schubert, Mahler, Wagner, Brahms, Erik Satie, Olivier Messiaen e muitos outros compositores estadunidenses contemporâneos.
Em outubro de 1980, Norman retornou para as óperas com o papel título Ariadne auf Naxos, de Richard Strauss, na Ópera Estatal de Hamburgo. Sua estreia operística nos Estados Unidos viria apenas em 1982 com a Companhia de Ópera da Filadélfia, aparecendo em Oedipus Rex, de Ígor Stravinsky, e em Dido e Eneias, de Henry Purcell. Em 1983, fez sua estreia no Metropolitan Opera com Les Troyens, de Hector Berlioz, uma produção que marcou o centésimo aniversário da companhia. Cantou na celebração do sexagésimo aniversário da Rainha Elizabeth II, em 1986, ano em que também apareceu como solista das Quatro últimas canções (Vier Letzte Lieder) de Strauss com a Orquestra Filarmônica de Berlim em turnê nos Estados Unidos.
Em 1989 cantou em Paris, entre outras obras, a "Marseillaise" (Marselhesa, o hino nacional francês ) com grande sucesso, nas comemorações dos 200 anos da Revolução Francesa.
Norman morreu em 30 de setembro de 2019 em Nova Iorque devido a um choque séptico e falência de múltiplos órgãos, na sequência de complicações causadas por uma lesão medular sofrida em 2015.

## Repertório
- Béla Bartók
  - Bluebeard's Castle (Judith)
- Ludwig van Beethoven
  - Fidelio (Leonore)
- Georges Bizet
  - Carmen (Carmen)
- Hector Berlioz
  - La Damnation de Faust (Marguerite)
  - Les Troyens (Cassandre e Didon)
- Gabriel Fauré
  - Pénélope (Pénélope)
- Christoph Willibald Gluck
  - Alceste (Alceste)
- Georg Friedrich Händel
  - Deborah (Deborah)
- Franz Joseph Haydn
  - La vera costanza (Rosina)
  - Armida (Armida)
- Leoš Janáček
  - L'affare Makropulos (Emilia Marty)
- Piero Mascagni
  - Cavalleria rusticana (Santuzza)
- Jules Massenet
  - Hérodiade (Salome)
- Giacomo Meyerbeer
  - L'Africaine (Selika)
- Wolfgang Amadeus Mozart
  - Die Gärtnerin aus Liebe (Arminda)
  - Idomeneo (Idamante)
  - Le nozze di Figaro (Contessa d'Almaviva)
  - Don Giovanni (Donna Elvira)
- Jacques Offenbach
  - La belle Hélène (Hélène)
  - Les Contes d'Hoffmann (Antonia e Giulietta)
- Francis Poulenc
  - Dialogues des Carmélites (Madame Lidoine)
  - La voix humaine (Elle)
- Henry Purcell
  - Dido and Aeneas (Dido)
- Jean-Philippe Rameau
  - Hippolyte et Aricie (Phèdre)
- Arnold Schönberg
  - Erwartung (Eine Frau)
- Richard Strauss
  - Salome (Salome)
  - Ariadne auf Naxos (Primadonna e Ariadne)
  - Capriccio (Contessa Madeleine - cena final)
- Ígor Fëdorovič Stravinskij
  - Oedipus Rex (Jocasta)
- Giuseppe Verdi
  - Un giorno di regno (Giulietta di Kelbar)
  - Il Corsaro (Medora)
  - Aida (Aida)
- Richard Wagner
  - Tannhäuser (Elisabeth)
  - Lohengrin (Elsa)
  - Die Walküre (Sieglinde)
  - Götterdämmerung (Dritte Norn e Brünnhilde - cena final)
  - Tristan und Isolde (Isolde - II ato e cena final)
  - Der Fliegende Holländer (Senta - Ballad)
  - Parsifal (Kundry)
- Carl Maria von Weber
  - Euryanthe (Euryanthe)

## Oratório e orquestral
- (Beethoven), Missa solemnis
- (Beethoven),  Sinfonia n.º 9 em ré menor, solista
- (Alban Berg), Der Wein
- (Alban Berg), Sieben frühe Lieder, Altenberg Lieder, Jugendlieder
- (Berlioz), Les Nuits d'été
- (Berlioz), La Mort de Cléopâtre, Cléopâtre
- (Berlioz), Romeu e Julieta, Julieta
- (Brahms), Lieder
- (Brahms), Ein deutsches Requiem
- (Brahms), Alto Rhapsody
- (Bruckner), Te Deum [and] Helgoland [and] 150 Psalm
- (Chausson), Poème de l'amour et de la mer, op. 19
- (Chausson), Chanson perpétuelle, op. 37
- (Debussy), L'Enfant prodigue [e] La damoiselle élue
- (Henri Duparc), Mélodies
- (César Franck), Les Béatitudes (oratório)
- (Haendel), Deborah, Deborah
- (Mahler), Das Lied von der Erde
- (Mahler), Des Knaben Wunderhorn
- (Mahler), Lieder eines fahrenden Gesellen.
- (Mahler), Kindertotenlieder.
- (Mahler), Sinfonia No. 2 "Ressurreição", solista
- (Mahler), Sinfonia No. 3, solista
- (Mozart), Die Gaertnerin aus Liebe
- (Francis Poulenc), Mélodies
- (Ravel), Shéhérazade
- (Ravel), Deux mélodies hébraïques
- (Ravel), Chansons madécasses
- (Erik Satie), Mélodies
- (Arnold Schoenberg), Gurrelieder
- (Arnold Schoenberg), Brettl-Lieder
- (Franz Schubert), Lieder
- (Robert Schumann), Frauenliebe und Leben, op. 42
- (Robert Schumann), Liederkreis, op. 39
- (Richard Strauss), Quatro últimas canções (Philips, 1983).
- (Richard Strauss), Lieder with piano
- (Michael Tippett), A Child of Our Time
- (Wagner), Wesendonck Lieder